# Сігурд Ібсен
Сігурд Ібсен (норв. Sigurd Ibsen; 1859, Християнія — 1930) — норвезький політичний діяч та журналіст, син знаменитого Генріка Ібсена.

## Біографія
Сігурд Ібсен народився 23 грудня 1859 року в місті Осло у Християнії. Оскільки він був єдиним сином Генріка Ібсена та Сюзанни Торесен, батьки покладали на нього великі надії. Сігурдові довелося все життя боротися, щоб виправдати ці очікування; він ріс в основному в Німеччині та Італії.
У 1882 році в Римі Сігурд Ібсен отримав ступінь доктора права. Він одружився зі співачкою Бергліот Б'єрнсон, донькою норвезького письменника Б'єрнстьєрне Б'єрнсона. Їхній син, Танкред Ібсен став відомим кінорежисером, а донька, Ірен Ібсен Білле стала драматургом та письменником.
Gtht, edfd при посольствах у Вашингтоні та Відні. У 1896—1897 роках читав у Християнії (нині — Осло) лекції із соціального питання. В 1902 призначений членом норвезького відділення державної ради в Стокгольмі. У 1903 увійшов до складу кабінету Хагерупа і призначений прем'єр-міністром Норвегії у державній раді у Стокгольмі.
Сігурд Ібсен помер 14 квітня 1930 року і був похований на Спаському цвинтарі рідного міста.
Окремо видав книги «Unionen» (1891) та «Moend og magter» («Люди і держави», 1894). Ібсен був прихильником унії зі Швецією.